# Hines Ward
Hines E. Ward, Jr. (Seúl, Corea del Sur 8 de marzo de 1976) es un jugador de fútbol americano retirado del deporte profesional. Jugó en la posición de wide receiver durante 14 temporadas para los Pittsburgh Steelers de la National Football League, equipo en el que era el jugador con más tiempo en ese equipo. Recibió el premio como el jugador más valioso (MVP) del Super Bowl XL que ganaron los Steelers.  Jugó fútbol universitario para la universidad de Georgia. Nació en Seúl, Corea del Sur de madre coreana y padre áfroamericano, Ward creció en Atlanta. Él se convirtió en el portavoz de la aceptación de los jóvenes de origen multirracial en Corea del Sur.

## Primeros años

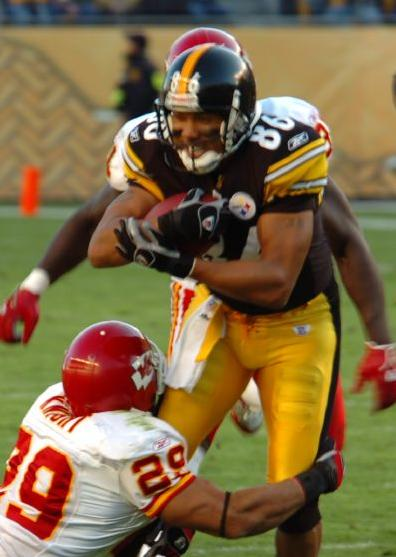
Ward en un partido contra los Kansas City Chiefs

Ward nació en Seúl, Corea del Sur, de un padre afroamericano, Hines Ward Sr, y una madre coreana, Kim Young He. Su familia se trasladó a Atlanta y luego a East Point (Georgia). Su padre se marchó a Alemania para cumplir con funciones laborales en el ejército. Al año siguiente, los padres de Hines Ward se divorciaron y Hines Sr. convenció a un juez de familia que la señora Kim no podía criar a Hines Jr. a causa de que ella no hablaba inglés, Hines Jr. fue entonces criado por su abuela hasta los siete años de edad. Bajo la tutela del entrenador Milke Parris, de la Secundaria de Forest Park en Forest Park, Georgia, Ward mostró sus habilidades atléticas como quarterback y fue dos veces galardonado como el jugador ofensivo del año en el condado de Clayton. Durante esta etapa de su vida ganó los honores de ser incluido en las listas de jugadores que participarían en el equipo del All-America por las revistas Super Prep, Blue Chip Illustrates y Usa Today, así como también fue nominado para conformar el equipo All State y lo ranquearon en el Super Southern Top 100.

## Carrera colegial
Como wide receiver para los Bulldogs de la Universidad de Georgia (1994-1997), Hines logró 149 recepciones y contabilizó 1965 yardas, situándolo como el segundo mejor de toda la historia de esa universidad. También jugó como tailback y totalizó 3870 yardas combinadas, el segundo después de Herschel Walker que fue un jugador histórico en el equipo de los Bulldogs de Georgia.
En 1996 Hines tuvo 52 recepciones y contabilizó 900 yardas por aire, corrió 26 veces logrando 170 yardas por tierra. En 1997, Hines atrapó el balón 55 veces y anotó 6 touchdowns. Estos logros le llevaron a ganar el reconocimiento de ser incluido entre los mejores jugadores de la conferencia del suroeste, a la cual pertenecen los Bulldogs de Georgia. Ward jugó algunas veces como mariscal de campo en sus primeros años de universidad y también se destacó allí haciendo grandes partidos en los tazones universitarios de Georgia.
Terminó sus estudios universitarios y logró el título de Economía en la UGA. También fue miembro de la fraternidad Phi Beta Sigma. Al salir de la universidad y antes de iniciar el Draft se descubrió que Ward había perdido su ligamento cruzado anterior en la rodilla derecha durante un accidente de bicicleta en su juventud. Esto afectó a su posición en el Draft de la NFL.

## Carrera profesional

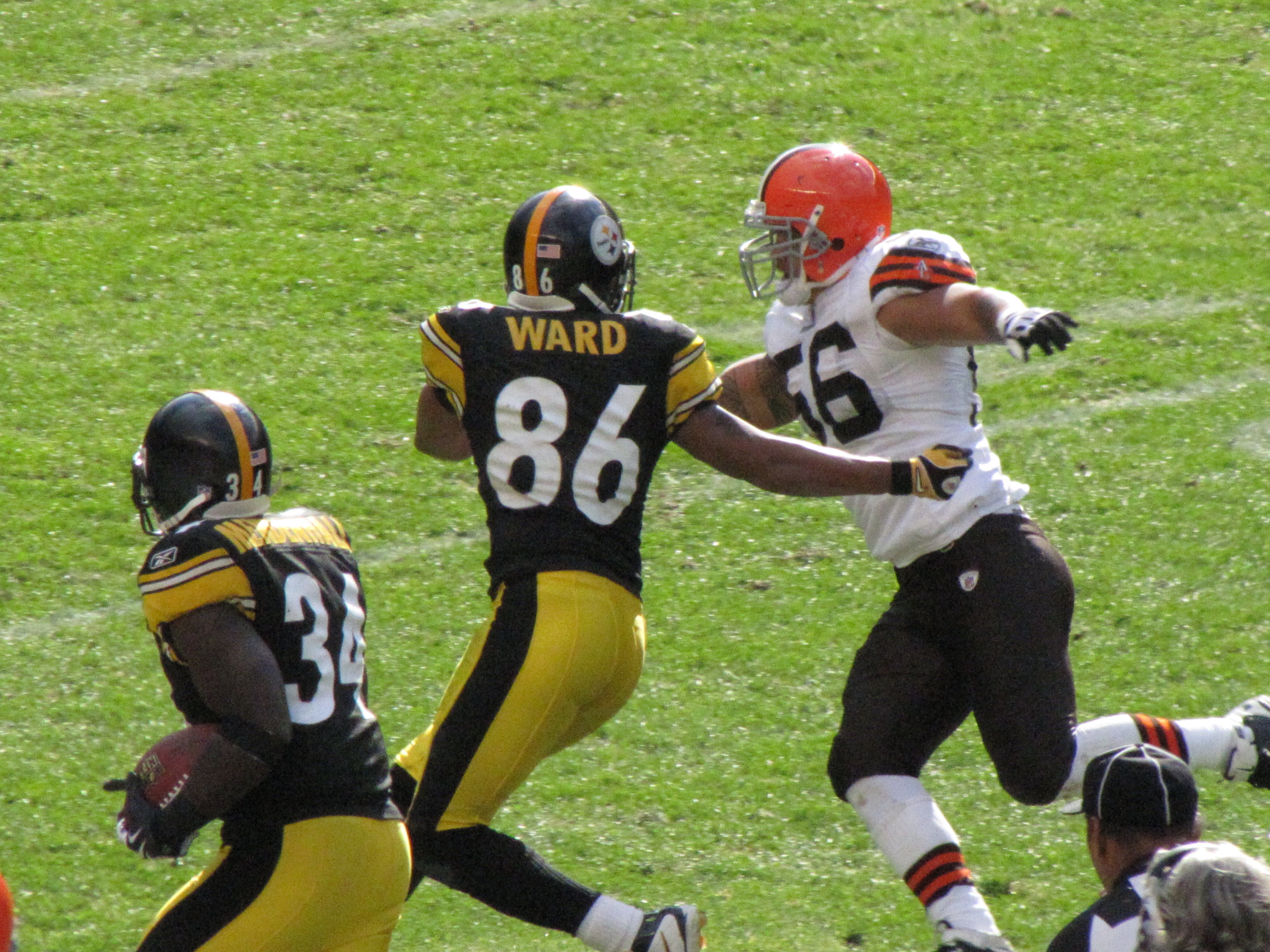
Ward bloqueando para una carrera de Rashard Mendenhall

La versatilidad de Ward le ha servido en su posición de wide receiver desde que fue escogido por Pittsburgh Steelers en la tercera ronda del Draft de 1998. Ha sido seleccionado 3 veces como el jugador más valioso. El considerado como uno de los mejores receptores profundos de la liga debido a su gran capacidad para atrapar balones y su inteligencia al momento de bloquear. También ha logrado cuatro temporadas consecutivas con más de 1000 yardas (2001-2004) y en esos mismos años fue seleccionado al Pro Bowl. Pudo haberse extendido hasta la temporada del 2005, pero perdió la oportunidad de jugar algunos partidos por culpa de una lesión. En el año 2002, impuso el record de la franquicia de los Steelers en recepciones (112) y el récord para touchdowns (12). Es considerado uno de los mejores bloqueadores-receptores en la NFL. Es criticado porque habitualmente golpea a los defensas en su lado ciego. Ward fue nombrado dos veces como el «jugador mas sucio de la liga»; la selección fue hecha por un grupo de jugadores de la NFL y la nominación más reciente fue la de la temporada 2009.

### Temporada 1998
Fue su temporada debut en la NFL.
| 1998                                                           | STL | 16 | 0 | 15 | 246 | 16.4 | 45 | 0 | 1 | 13 | 13 | 13 | 0 | -- | -- |
| Fuente: Stats Hines Ward Estadísticas actualizadas: 12/01/2011 |     |    |   |    |     |      |    |   |   |    |    |    |   |    |    |

### Temporada 1999
| 1999                                                           | STL | 16 | 14 | 61 | 638 | 10.5 | 42 | 7 | 2 | -2 | -1 | 3 | 0 | 1 | 0 |
| Fuente: Stats Hines Ward Estadísticas actualizadas: 12/01/2011 |     |    |    |    |     |      |    |   |   |    |    |   |   |   |   |

### Temporada 2000
| 2000                                                           | STL | 16 | 15 | 48 | 672 | 14 | 77T | 4 | 4 | 53 | 13.3 | 23 | 0 | 2 | 0 |
| Fuente: Stats Hines Ward Estadísticas actualizadas: 12/01/2011 |     |    |    |    |     |    |     |   |   |    |      |    |   |   |   |

### Temporada 2001
| 2001                                                           | STL | 16 | 16 | 94 | 1003 | 10.7 | 34 | 4 | 10 | 83 | 8.3 | 36 | 0 | 1 | 1 |
| Fuente: Stats Hines Ward Estadísticas actualizadas: 12/01/2011 |     |    |    |    |      |      |    |   |    |    |     |    |   |   |   |

### Temporada 2002
| 2002                                                           | STL | 5 | 0 | 4 | 3 | 1 | 0 | — | 0 | — | — | 0 | — | — | 0 |
| Fuente: Stats Hines Ward Estadísticas actualizadas: 12/01/2011 |     |   |   |   |   |   |   |   |   |   |   |   |   |   |   |

### Temporada 2003
| 2003                                                           | STL | 16 | 16 | 95 | 1163 | 12.2 | 50 | 10 | 11 | 61 | 5.5 | 25 | 0 | — | — |
| Fuente: Stats Hines Ward Estadísticas actualizadas: 12/01/2011 |     |    |    |    |      |      |    |    |    |    |     |    |   |   |   |

### Temporada 2004
| 2004                                                           | STL | 16 | 16 | 80 | 1004 | 12.6 | 58 | 4 | 7 | 25 | 3.6 | 16T | 1 | 1 | 0 |
| Fuente: Stats Hines Ward Estadísticas actualizadas: 12/01/2011 |     |    |    |    |      |      |    |   |   |    |     |     |   |   |   |

### Temporada 2005

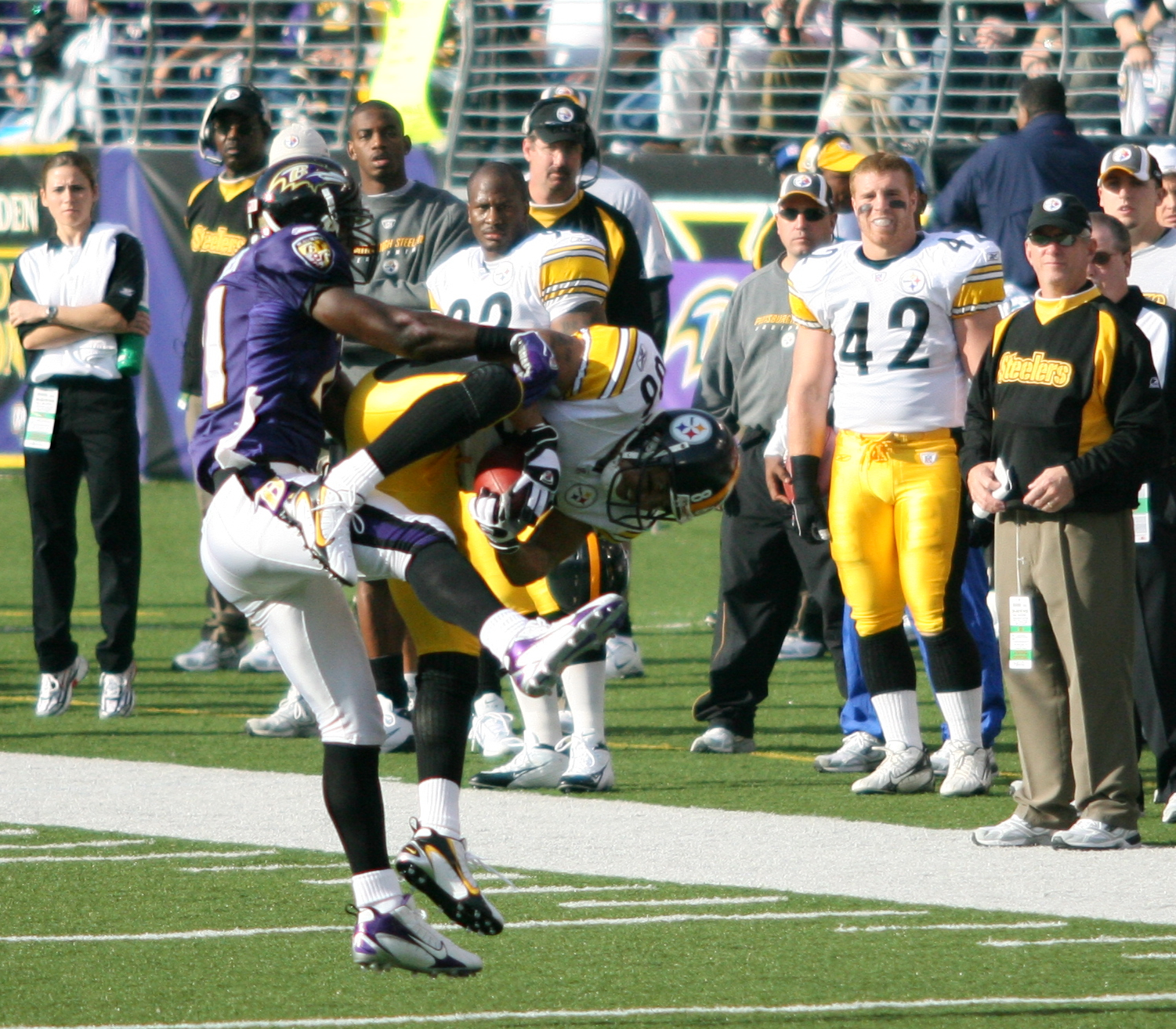
Ward haciendo una atrapada

En 2005 Ward no se presentó a las primeras dos semanas de entrenamiento intensivo a la espera de una extensión de su contrato que incrementara su salario. Ward había considerado esperar hasta después del campamento en 2004, pero fue persuadido por los Steelers de que no podía hacer una extensión de contrato durante ese año. Ward se presentó el 15 de agosto de 2005 y estuvo en el banquillo durante el primer partido de la pretemporada contra Philadelphia Eagles, aunque no jugo ese partido. El 5 de septiembre de 2005, los Steelers anunciaron que habían aceptado el aumento para Hines en una extensión de contrato de 4 años con un valor de 25,83 millones de dólares.
El 13 de noviembre del 2005, Ward se convirtió en el líder de todos los tiempos para los Steelers en atrapadas de balón con su atrapada número 538, en un partido contra de los Cleveland Browns, jugado en el Sunday Night Football, sobrepasando el récord que sostenía John Stallworth. Los Steelers ganaron ese partido 34-21. Ward fue reconocido como un excelente receptor en la postemporada acumulando en 14 partidos, 76 recepciones, 1064 yardas y 8 touchdowns.
| 2005                                                           | STL | 15 | 15 | 69 | 975 | 14.1 | 85T | 11 | 3 | 10 | 3.3 | 7 | 0 | 1 | 1 |
| Fuente: Stats Hines Ward Estadísticas actualizadas: 12/01/2011 |     |    |    |    |     |      |     |    |   |    |     |   |   |   |   |

### Temporada 2006
El 5 de febrero de 2006, Ward se convirtió en el MVP de la Super Bowl XL, que los Steelers ganaron 21-10. Ward se convirtió en el segundo jugador extranjero en ganar este reconocimiento. Ward anotó un touchdown de 43 yardas en el 4.º cuarto, enviado por el también receptor Antwann Randle El. En este partido totalizó 5 recepciones para 123 yardas, un touchdown y 18 yardas por tierra.
| 2006                                                           | STL | 14 | 14 | 74 | 975 | 13.2 | 70T | 6 | 2 | 30 | 15 | 21 | 0 | 2 | 1 |
| Fuente: Stats Hines Ward Estadísticas actualizadas: 12/01/2011 |     |    |    |    |     |      |     |   |   |    |    |    |   |   |   |

### Temporada 2007
En diciembre del 2007 Ward se convirtió en el líder de todos los tiempos en recepciones para touchdowns, convirtiendo su touchdown número 64 en un partido contra los Cincinnati Bengals y rompió el récord de los Steelers en yardas recibidas en un partido contra los Saint Louis Rams.
| 2007                                                           | STL | 13 | 13 | 71 | 732 | 10.3 | 25 | 7 | 3 | 11 | 3.7 | 7 | 0 | — | — |
| Fuente: Stats Hines Ward Estadísticas actualizadas: 12/01/2011 |     |    |    |    |     |      |    |   |   |    |     |   |   |   |   |

### Temporada 2008

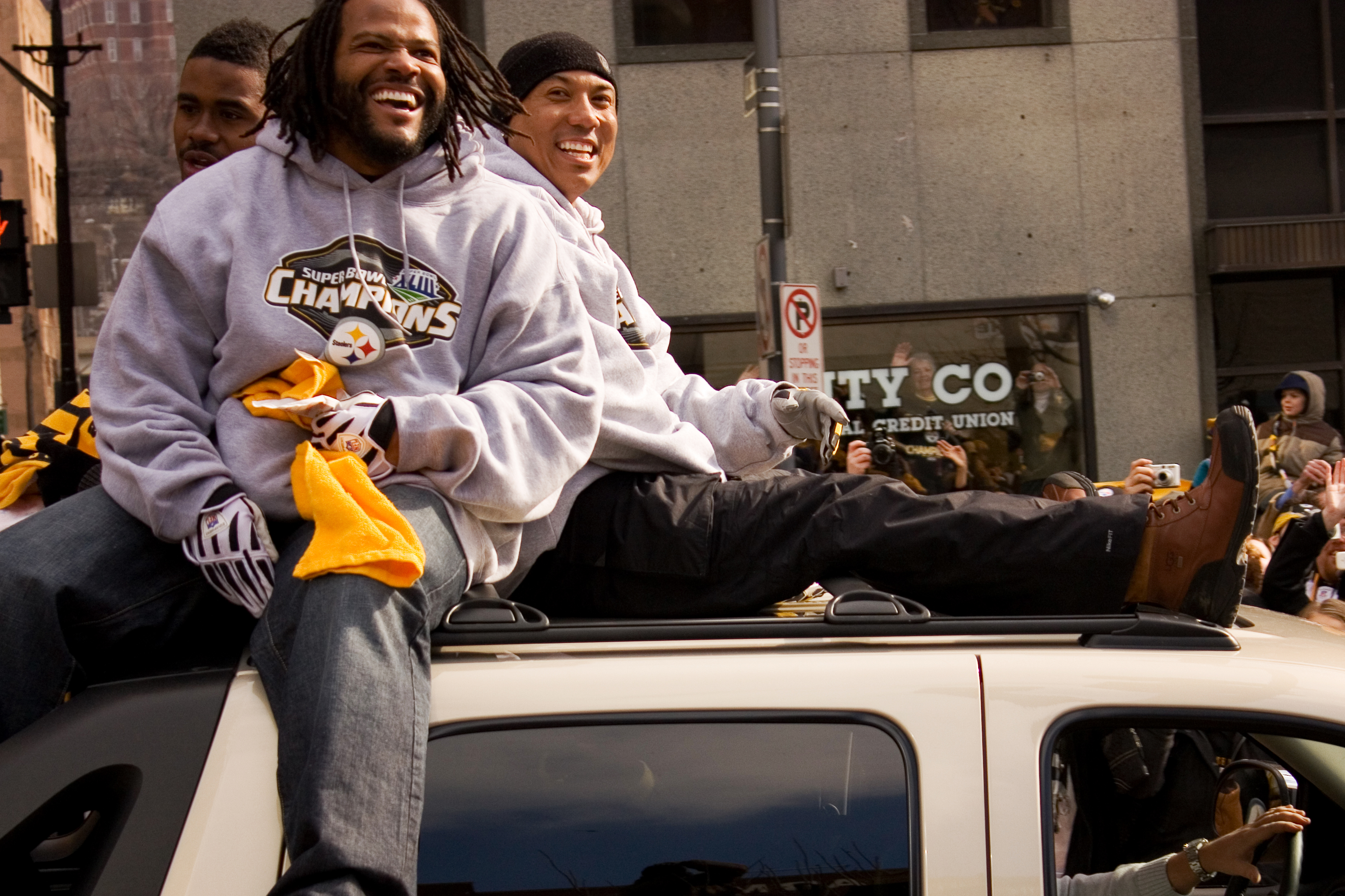
Hines, Washington y Smith celebrando el Superbowl 2008.

Ward fue duramente criticado por su bloqueo al novato linebacker de los Cincinnati Bengals Keith Rivers durante un juego realizado el 19 de octubre del 2008, el impacto del golpe rompió la mandíbula de Rivers, Ward no fue penalizado por este golpe pero a consecuencia de esto la NFL decidió crear una regla para la temporada del año 2009 en la cual este tipo de golpes estaban prohibidos.
De acuerdo por lo dicho por el jugador de los Baltimore Ravens  Terrell Suggs, durante el partido de que enfrentó a los Steelers y los Cuervos en Monday Night Football de la temporada 2008 ellos pusieron en la mira al novato Running back de los Steelers Rashard Mendenhall y a Ward, en este partido Mendenhall terminó con una fractura en su hombro que lo alejo de las canchas por toda la temporada , Ward hablo acerca de los comentarios de Suggs en una entrevista para el programa  Pardon the Interruption, y urgió a la NFL a crear una política para prohibir las cacerías, y acoto que era chistoso que el fuera el jugador que estuviera pidiendo eso.
El 28 de diciembre de 2008 Ward realizó su recepción número 800, extendiendo su récord de franquicia, además en este partido Ward logró su primer partido con más de 100 yardas desde el 2004,   en los playoff  Ward logró 9 recepciones para 168 yardas, y fue pieza vital en el Super Bowl XLIII, atrapando 2 pases para 43 yardas el jugo este partido recuperándose de una cirugía en su hombro realizada dos semanas antes.
| 2008                                                           | STL | 16 | 15 | 81 | 1043 | 12.9 | 49 | 7 | 1 | 4 | 4 | 4 | 0 | 1 | 0 |
| Fuente: Stats Hines Ward Estadísticas actualizadas: 12/01/2011 |     |    |    |    |      |      |    |   |   |   |   |   |   |   |   |

### Temporada 2009
El 25 de abril del año 2009 Ward firmó una extensión de contrato con los Steelers por 4 años con un costo de $22 millones de Dólares , asegurándose así el poder mantenerse con los Steelers por el resto de su carrera.
El 28 de septiembre del año 2009 en un juego contra los Cincinnati Bengals, Ward realizó 4 capturas de balón para 82 yardas sumando así más de 10,000 yardas en su carrera logro que era inédito hasta ese momento en los Steelers.
| 2009                                                           | STL | 16 | 16 | 95 | 1167 | 12.3 | 54 | 6 | — | — | — | — | — | 2 | 1 |
| Fuente: Stats Hines Ward Estadísticas actualizadas: 12/01/2011 |     |    |    |    |      |      |    |   |   |   |   |   |   |   |   |

### Temporada 2010
El 12 de septiembre de 2010 en un partido contra los Atlanta Falcons Ward se convirtió en el primer jugador de los Steelers en sobrepasar las 11,000 yardas recibidas, ese juego realizó su partido número 26 con más de 100 yardas sobrepasando el récord del jugador incluido en el Salón de la Fama John Stallworth. Sus 6 atrapadas para 108 yardas en ese partido le sumaron 901 atrapadas en su carrera, convirtiéndolo en el jugador número 12 en la NFL en sobrepasar 900 recepciones en su carrera.
Ward tenía una racha de 186 juegos consecutivos con al menos una recepción hasta el partido 10 de la temporada 2010 contra los New England Patriots en la cual realizó una atrapada corta en la cual fue golpeado y perdió el balón,  la recepción había sido contada por buena hasta cuando lo patriotas realizaron un Challenge  y la jugada fue revisada contabilizándola como pase incompleto, Ward quedó noqueado y tuvo que salir del partido terminando así su racha.
En el Super Bowl XLV celebrado el 6 de febrero de 2011 en el Cowboys Stadium, los Steelers sufren una amarga derrota de 31 - 25 a manos de los Green Bay Packers.
| 2010                                                           | STL | 16 | 15 | 59 | 755 | 12.8 | 43 | 5 | 1 | -2 | -2 | -2 | 0 | 1 | 1 |
| Fuente: Stats Hines Ward Estadísticas actualizadas: 12/01/2011 |     |    |    |    |     |      |    |   |   |    |    |    |   |   |   |

### Temporada 2012
El 2 de marzo de 2012, fue dejado libre por los Steelers. El 20 de marzo de 2012 decidió retirarse como jugador profesional.

## Estadísticas generales
| 2010                                                           | STL   | 16 | 15 | 59  | 755    | 12.8 | 43  | 5  | 1  | -2  | -2   | -2  | 0 | 1  | 1 |
| 2009                                                           | STL   | 16 | 16 | 95  | 1167   | 12.3 | 54  | 6  | —  | —   | —    | —   | — | 2  | 1 |
| 2008                                                           | STL   | 16 | 15 | 81  | 1043   | 12.9 | 49  | 7  | 1  | 4   | 4    | 4   | 0 | 1  | 0 |
| 2007                                                           | STL   | 13 | 13 | 71  | 732    | 10.3 | 25  | 7  | 3  | 11  | 3.7  | 7   | 0 | —  | — |
| 2006                                                           | STL   | 14 | 14 | 74  | 975    | 13.2 | 70T | 6  | 2  | 30  | 15   | 21  | 0 | 2  | 1 |
| 2005                                                           | STL   | 15 | 15 | 69  | 975    | 14.1 | 85T | 11 | 3  | 10  | 3.3  | 7   | 0 | 1  | 1 |
| 2004                                                           | STL   | 16 | 16 | 80  | 1004   | 12.6 | 58  | 4  | 7  | 25  | 3.6  | 16T | 1 | 1  | 0 |
| 2003                                                           | STL   | 16 | 16 | 95  | 1163   | 12.2 | 50  | 10 | 11 | 61  | 5.5  | 25  | 0 | —  | — |
| 2002                                                           | STL   | 5  | 0  | 4   | 3      | 1    | 0   | —  | 0  | —   | —    | 0   | — | —  | 0 |
| 2001                                                           | STL   | 16 | 16 | 94  | 1,003  | 10.7 | 34  | 4  | 10 | 83  | 8.3  | 36  | 0 | 1  | 1 |
| 2000                                                           | STL   | 16 | 15 | 48  | 672    | 14   | 77T | 4  | 4  | 53  | 13.3 | 23  | 0 | 2  | 0 |
| 1999                                                           | STL   | 16 | 14 | 61  | 638    | 10.5 | 42  | 7  | 2  | -2  | -1   | 3   | 0 | 1  | 0 |
| 1998                                                           | STL   | 16 | 0  | 15  | 246    | 16.4 | 45  | 0  | 1  | 13  | 13   | 13  | 0 | —  | — |
| Total                                                          | Total | —  | —  | 954 | 11,702 | 12.3 | 85  | 83 | 57 | 428 | 7.5  | 39  | 1 | 13 | 6 |
| Fuente: Stats Hines Ward Estadísticas actualizadas: 12/01/2011 |       |    |    |     |        |      |     |    |    |     |      |     |   |    |   |

## Vida personal
Hines Ward vive en Sady Springs, Georgia tiene un hijo llamado Jaden. Actualmente compitiendo en el concurso "Dancing with the stars" con muy buena aportación, y corre el rumor que se encuentra formalizando una relación con su pareja de baile, la bailarina Kym Johnson.

### Negocios
Ward es el copropietario de un Bar en Pittsburgh llamado The Locker Room, el bar sufrió un serio daño por causa de un mal funcionamiento en las tubería en febrero del 2007, y fue cerrado por reparaciones hasta julio de aquel año, el bar realizó un arreglo con la aseguradora por $500.000 dólares el cual fue parte de una disputa legal con los otros propietarios del bar.
Después de algunas disputas legales el Locker Room reabrió llamándose ahora South Side 86 y es completamente propiedad de Ward que lo compró a sus copropietarios.
En septiembre del 2006, Ward se convirtió en el presentador del programa de televisión  Hines Ward Show en la cadena filial de Pittsburgh de la CBS KDKA-TV.

### Como figura de cambio social
La madre de Ward, Kim Young-hee es coreana y su padre es afroamericano. En 2006 Ward se convirtió en el primer coreano-estadounidense en ser nominado al Super Bowl MVP este logro lo catapulto en los medios de comunicación de Corea del Sur.
Desde el 3 de abril hasta el 30 de mayo de 2006, Ward vivió en Seúl, Corea, el lugar donde nació, por primera ocasión desde que sus padres se mudaron a los Estados Unidos cuando él tenía un año, Ward usó su estatus de celebridad para dar mensajes de esperanza a los niños coreanos multirraciales, y para apoyar una reforma social y política que diera más espacio a la gente de otros orígenes, en su último día en Corea Hines Ward dono $1 millón de dólares para crea el fondo  Hines Ward Helping Hands Foundation  el cual Associated Press llamó una fundación para ayudar a los niños de origen multirracial en Corea de Sur que sufren discriminación.
En enero de 2007, el miembro del Salón de la Fama Franco Harris, dueño de "R Super Foods" honró a Ward por sus efectos filantrópicos poniendo la fotografía de Ward en las cajas del producto "Super Buns"; al igual que Ward, Franco Harris también ganó el premio al jugador más valioso de un Super Bowl, y también es de origen multirracial ya que él es italo-norteamericano.
En septiembre de 2010 el presidente de los Estados Unidos, Barack Obama, nombró a Ward como miembro de la Comisión Presidencial de Asuntos Asiático Americanos y de las Islas del Pacífico.

### Páginas personales
- NFL Union
- Referencias en Pro Football
- Base de datos de Databasefootball
- Biografía en la página de los Steelers

- Datos: Q482838
- Multimedia: Hines Ward / Q482838